# SMS Markgraf
De SMS Markgraf was de derde uit een reeks van vier dreadnoughts in de König-klasse. De Markgraf was in dienst bij de Kaiserliche Marine tijdens de Eerste Wereldoorlog. De kiel werd in november 1911 gelegd en op 4 juni 1913 te water gelaten. Ze nam op 1 oktober 1914, twee maanden na het uitbreken van de oorlog in Europa, officieel dienst bij de Hochseeflotte. De Markgraf was bewapend met tien 305mm-kanonnen, ingedeeld in vijf torens en kon een snelheid van 21 knopen (39 km/h) halen. Frederik II van Baden, die de titel  markgraaf had, gaf zijn naam aan het schip. 
Samen met haar drie zusterschepen König, Grosser Kurfürst en Kronprinz nam de Markgraf deel aan de meeste vlootacties tijdens de oorlog, met inbegrip van de Slag bij Jutland op 31 mei en 1 juni 1916. Tijdens deze slag was het schip het derde in de Duitse lijn en sterk betrokken bij de gevechten. De Markgraf incasseerde vijf treffers van zware granaten en 23 matrozen lieten het leven. De Markgraf nam ook deel aan operatie Albion, de verovering van de eilanden in de golf van Riga laat 1917. Na het succesvol uitvoeren van deze operatie liep het schip, terwijl het terug onderweg was naar Duitsland, op een mijn en raakte het beschadigd.
Na de Duitse nederlaag aan het westfront en de ondertekening van de wapenstilstand op 11 november 1918 werd de Markgraf, evenals de meeste andere Duitse slagschepen geïnterneerd door de Royal Navy in Scapa Flow. Het schip werd ontwapend en de bemanning werd tot een minimum teruggebracht, terwijl de geallieerden onderhandelden over de eisen voor het Verdrag van Versailles. Op 21 juni 1919, enkele dagen voor de ondertekening van het verdrag, beval de Duitse admiraal Ludwig von Reuter dat de bemanning alle schepen gecontroleerd moest laten zinken, om te voorkomen dat deze definitief in Britse handen zouden vallen. In tegenstelling tot de meeste gezonken schepen, werd het wrak van de Markgraf nooit weggehaald. Het ligt nog steeds op de bodem van de baai.